# 세상을 멈추고
〈세상을 멈추고〉(일본어: 世界 止めて 세카이 토메테[*])는 타케이 시오리의 다섯 번째 싱글이다.

## 개요
타케이 시오리의 첫 TV 애니메이션 타이업 곡으로, 최대 판매량을 기록하고 있다.

## 수록곡
1. 세상을 멈추고(世界 止めて)
  - 작사: 타케이 시오리, 작곡: 오노 아이카, 편곡: 코바야시 사토루
2. 추억(追憶)
  - 작사: 타케이 시오리, 작곡 · 편곡: 고토 코지
3. 해질녘의 비와(夕暮れの雨と)
  - 작사: 타케이 시오리, 작곡: 모치즈키 마모루, 편곡: 코바야시 사토루
4. 세상을 멈추고 (less vocal)

## 타이업
- 요미우리 TV 닛폰 TV계 애니메이션 《명탐정 코난》 닫는 곡 (#1)

| TV 애니메이션 《명탐정 코난》 닫는 곡 2005년 7월 18일 (407화) ~ 2005년 10월 17일 (416화) |                                 |                                                     |
| 이전 곡: 사에구사 유카 인 데시벨 〈준브라이드 ~당신밖에 안 보여~〉                       | 타케이 시오리 〈세상을 멈추고〉 | 다음 곡: 이와타 사유리 〈Thank You For Everything〉 |